# トライアンフ・パレス
トライアンフ・パレス（ロシア語: Триумф-Палас）は、ロシア・モスクワにある超高層アパート。スターリン様式、特に1940年代から1950年代初頭のスターリン・ゴシックという装飾的な超高層ビルの外観を模して設計された。モスクワ大学・ロシア外務省など、モスクワの七つのスターリン・ゴシックの超高層ビル（セブンシスターズ）にちなみ、「八人目の姉妹」ともいわれる。
1,000戸の高級アパートからなり、57階建て、高さは264.1m。建設は2001年に始まり、2003年12月20日に最上部が完成した。フランクフルトのコメルツ銀行タワーを抜きヨーロッパで最も高いビルとなったが、2007年に同じモスクワのモスクワ国際ビジネスセンターに建つナベレジナヤ・タワーのタワーC（高さ268m）が完成したことにより一位の座を追われた。
住所は、 3 Chapayevsky Pereulok 。最寄り駅は2号線ソーコル駅（ロシア語: Сокол）及び2号線アエロポルト駅（ロシア語: Аэропорт）。